# Maxime Alexandre
Pour les articles homonymes, voir Alexandre et Maxime Alexandre (directeur de la photographie).
Maxime Moïse Alexandre, né le 24 janvier 1899 à Wolfisheim et mort à Strasbourg le 12 septembre 1976, est un poète et auteur dramatique alsacien et témoin du surréalisme des premières années.

## Biographie
Maxime Alexandre est le fils unique d'une famille juive libérale et francophile mais germanophone, alors que l'Alsace est sous souveraineté allemande (Deutsches Reich) depuis 1871. À l'âge de douze ans, il compose ses premiers poèmes en allemand.
Pendant la Première Guerre mondiale, il part en Suisse. Il apprend le français et rencontre René Schickelé qui le présente à l'écrivain Romain Rolland. À Zurich, il rencontre les précurseurs du mouvement Dada dont Jean Arp. De retour à Strasbourg en 1918, il poursuit ses études et rencontre l'écrivain allemand Wil Drexler, ainsi que Louis Aragon qui l'invite à le rejoindre à Paris, ce qu'il fait au début des années 1920. Il décide d'écrire alors uniquement en français. Il rencontre à Paris André Breton, Robert Desnos, Benjamin Péret et le groupe qui va fonder le surréalisme. Il prend part aux activités des surréalistes de 1923 à 1932. Il suit Aragon au moment de la rupture de ce dernier avec André Breton.
Après 1932, Maxime Alexandre connaît jusqu'en 1939 une période de grande solitude mais très prolifique au niveau littéraire. Ses publications de poésie et de prose sont saluées par le monde littéraire de l'époque.
En 1939, il est mobilisé par la France. Désigné comme « présumé révolutionnaire » dans son casernement, il subit brimades et humiliations qu'il relatera dans le récit P.R (1945). Fait prisonnier par les Allemands en 1940, il parvient à se faire libérer et se réfugie dans le Midi où il retrouve Aragon. Il côtoie également Jacques Prévert et André Gide. La Seconde Guerre mondiale lui cause un traumatisme irrémédiable dont il témoigne dans plusieurs textes publiés en 1945 et 1946.
Cette crise se prolonge à la fin des années 1940 et atteint son apogée en 1949, sans doute en lien avec le décès la même année de sa mère. Paul Claudel lui conseille alors de se tourner vers le catholicisme et de prendre le baptême, qui a finalement lieu le 8 décembre 1949. Claudel est son parrain. Après quelque temps d'enthousiasme, il reviendra de cette expérience avec une certaine amertume. Le retour à l'écriture de plusieurs textes en allemand au début des années 1950 témoigne d'une volonté de se ressourcer.
Des années 1950 à 1972, il mène une grande activité littéraire, mais en 1972 il tombe gravement malade et à partir de 1974, l'écriture devenant trop pénible, il se met à dessiner.
Maxime Alexandre est enterré au cimetière de Rosheim.
La médiathèque de Saint-Dié-des-Vosges conserve un ensemble de manuscrits, dessins, éditions originales, correspondances et papiers divers de Maxime Alexandre.

## Œuvre

### Poésie
- Mes respects, Parmain, HC, 1931
- Le Corsage, Paris, José Corti, 1931
- Le Mal de Nuit, Paris, Corréa, 1935
- Sujet à l’amour, Paris, Gallimard, 1937
- La Loi mortelle, Paris, La Sagesse, 1939
- Les yeux pour pleurer.- Paris : Le Sagittaire, 1945
- Durst und Quelle, Amriswil, Bodensee, 1952
- La Peau et les os, Paris, Gallimard, 1956
- L’Oiseau de papier, Paris, Rougerie, 1972
- Circonstances de la poésie, Paris, Rougerie, 1976
- Portrait de l’auteur, Paris, Rougerie, 1978
- Das Meer sang fern von uns, Berlin, Henssel, 1984

### Prose
- Liebe, Leipzig, 1913 (Eingestampft)
- Zeichen am Horizont, Paris, Beresniak, 1924 : tiré à 100 exemplaires
- Les Desseins de la liberté, Paris, Chez l’auteur, 1927
- Secrets, Parmain, HC, 1932
- Cassandre de Bourgogne, Paris, Corréa, 1939
- Hölderlin le poète, Paris, Robert Laffont, 1942
- P.R. (Présumé Révolutionnaire), Paris, Le Sagittaire, 1945
- L’Amour image, Paris, Le Sagittaire, 1946
- Sagesse de la folie, Paris, Éditions de la Revue des Jeunes, 1952
- Juif catholique, Paris, Éditions du Cerf, 1965
- Mémoires d’un surréaliste, La Jeune Parque, 1968
- Journal (1951-1975), Paris, José Corti, 1976
- Mythologie personnelle, Paris, Denoël, 2002

### Théâtre
- Le Juif errant, Paris, Rougerie, 1979
- Le Diable et sa grand-mère, Paris, Rougerie, 1979

### Essais
- Histoire de la littérature allemande, Paris, Gallimard, 1957 (tome II de l’Encyclopédie de la Pléiade)
- Les Romantiques allemands, Paris, Gallimard, 1963 (La Pléiade)
- Histoire de la littérature alsacienne, Paris, Gallimard, 1958 (tome III de l’Encyclopédie de la Pléiade)

## Prix littéraire
- 1936 : Lauréat du Prix de l'Alsace littéraire